# 意樓
鹿港意樓位於舊鹿港五福大街後巷，即今鹿港鎮中山路121號後側，可由路旁窄巷進入，或由金盛巷內歷史建築十宜樓往前走，通過新盛街後再進入金盛巷內到達。
意樓是清代鹿港廈郊慶昌行陳家古厝宅院，大門上明顯鑲有慶昌二字，閣樓天井有精緻圓形磚砌花窗，還有一顆楊桃樹。日治時期鹿港街長是陳懷澄，後來民選鹿港鎮長是陳培煦。

## 位置相片集

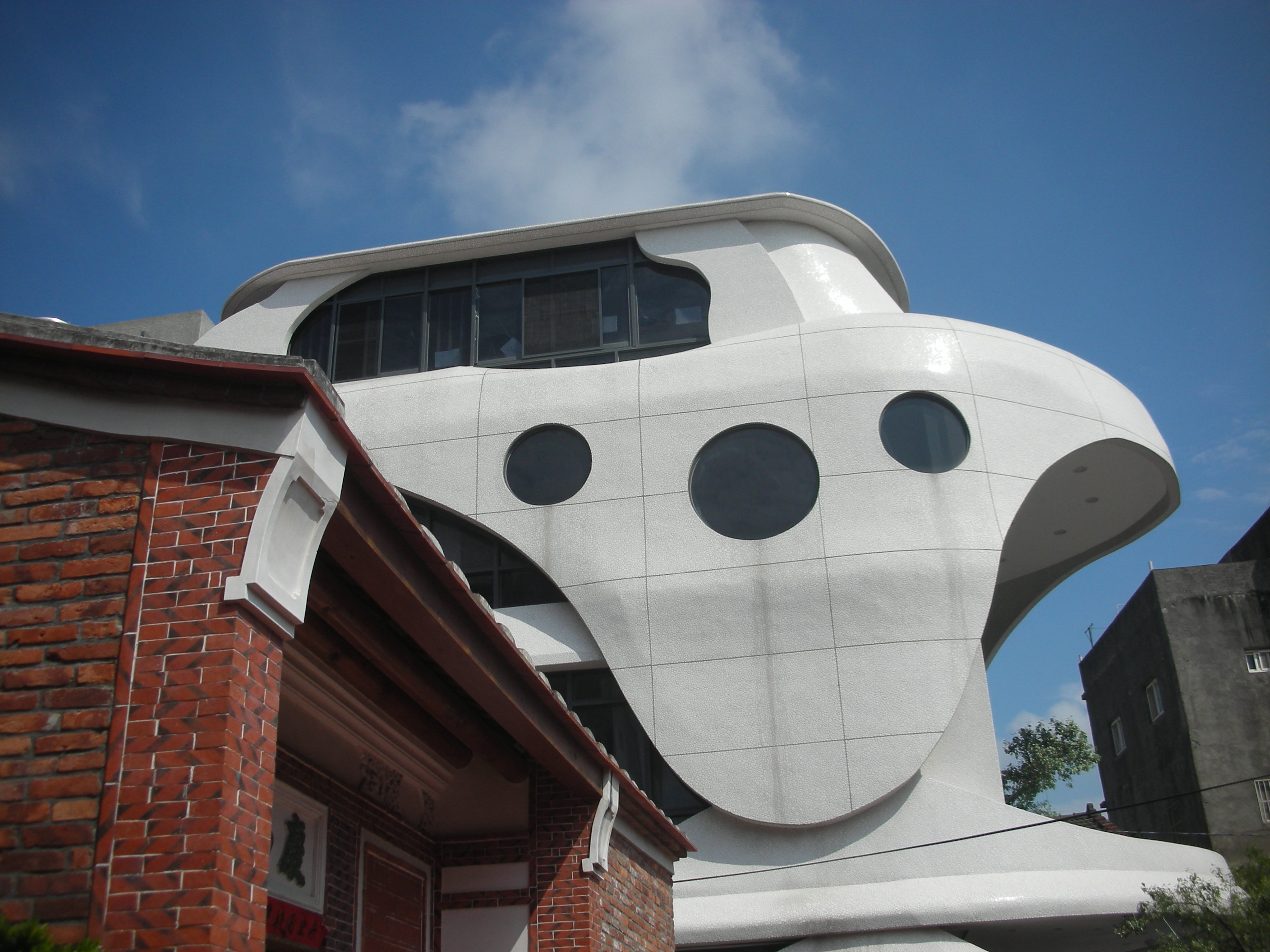
金盛巷意樓大門建築
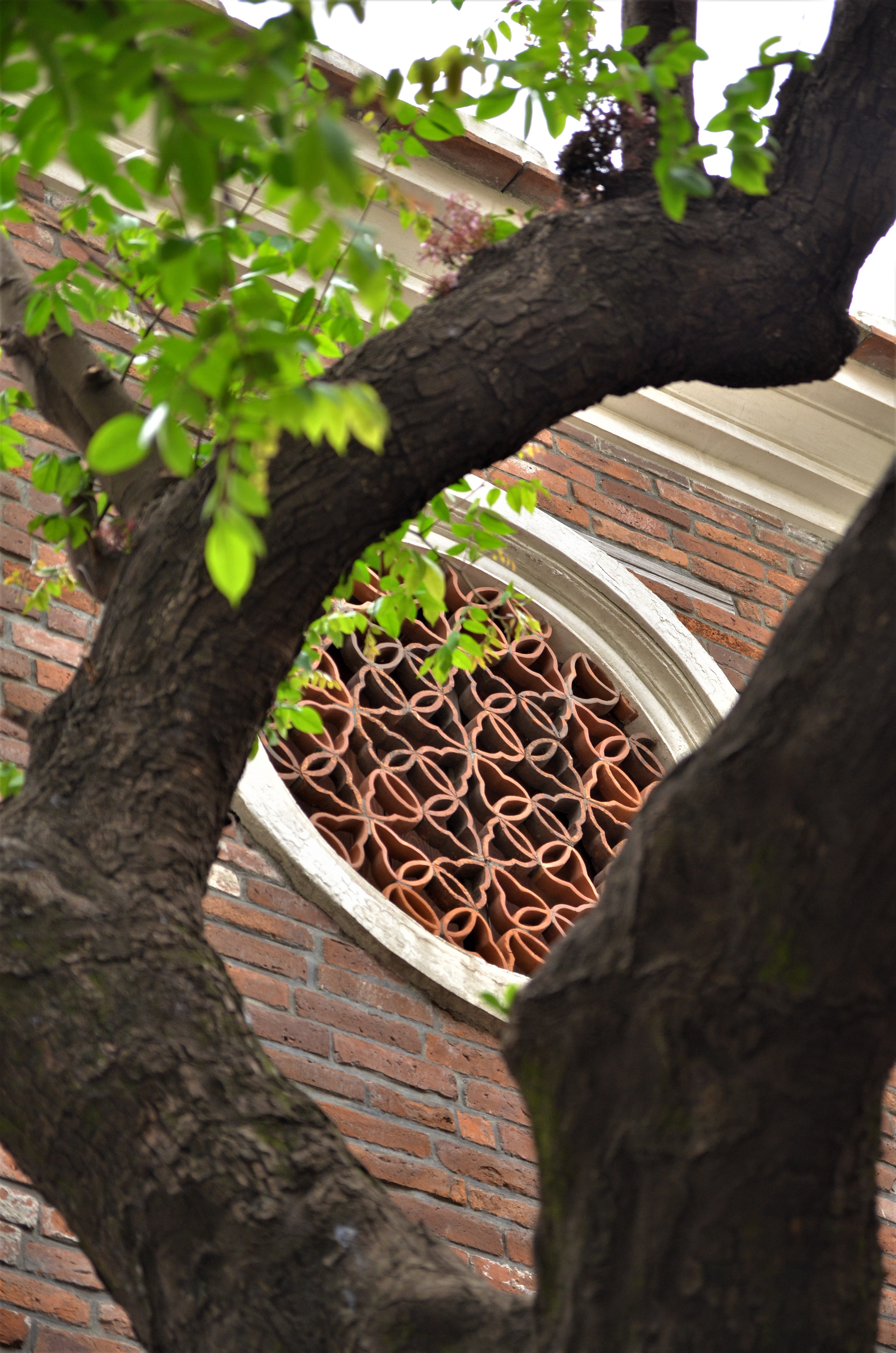
意樓閣樓天井楊桃樹